# 国家级经济技术开发区

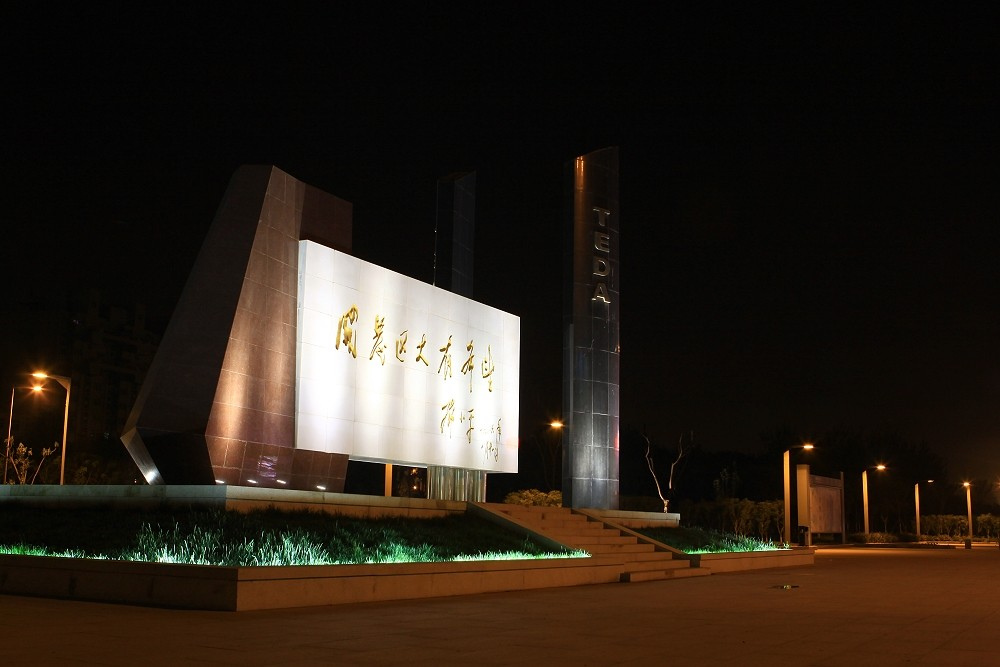
中国开发区的主导者邓小平在天津开发区视察时题写的“开发区大有希望”题词

国家级经济技术开发区，为中国大陆实行改革开放政策以后所设立的国家级现代化工业园区。是中国对外开放地区的重要组成部分，它们大都位于各省、市、自治区的省会等中心城市，在沿海开放城市和其他开放城市划定小块的区域，集中力量建设完善的基础设施，创建符合国际水准的投资环境，通过吸收利用外资，形成以高新技术产业为主的现代工业结构，成为所在城市及周围地区发展对外经济贸易的重点区域。1984年到1986年，经过中华人民共和国国务院批准，首先设立了14个国家级经开区。
1986年8月21日，邓小平在视察天津开发区时，亲笔题词“开发区大有希望”，从此这一题词的复制品遍布各大国家级经济开发区。 
2010年，国家对于开发区的政策迅速放开，一年内批准数十个地区级开发区享有国家级开发区的政策。截至2021年6月，中国的国家级经济技术开发区数量已经增至230个。 

## 评价体系
中国商务部负责对国家级经济技术区投资环境评价的各项指标进行年度评测，并每年发布评价结果。2011年9月21日公布的《2010年国家级经济技术开发区投资环境综合评价》，排名前10位的国家级开发区分别为：天津经济技术开发区、苏州工业园、广州经济技术开发区、昆山经济技术开发区、青岛经济技术开发区、烟台经济技术开发区、北京经济技术开发区、上海漕河泾经济技术开发区、大连经济技术开发区和杭州经济技术开发区。其中，天津经济技术开发区连续第十四年综合评价排名第一。

## 特点
- 占城市的GDP总量大，对中央财政和地方财政贡献大；
- GDP增长率远高于国家平均水平。2003年增长率为34.56％；
- 合同外资总额增幅、进出口总额增幅等数值均远高于国家平均水平。

## 国家级经济技术开发区名单

### 第一批沿海开放
- 大连经济技术开发区 1984.09
- 宁波经济技术开发区 1984.10
- 秦皇岛经济技术开发区 1984.10
- 青岛经济技术开发区 1984.10
- 烟台经济技术开发区 1984.10
- 湛江经济技术开发区 1984.11
- 广州经济技术开发区 1984.12
- 连云港经济技术开发区 1984.12
- 南通经济技术开发区 1984.12
- 天津经济技术开发区 1984.12
- 福州经济技术开发区 1985.01
- 虹桥经济技术开发区 1986.08
- 闵行经济技术开发区 1986.08
- 漕河泾经济技术开发区 1988.06

### 1989年-1994年批准设立的国家级开发区
- 厦门海沧台商投资区 1989.05
- 上海金桥出口加工区 1990
- 海南洋浦经济开发区 1992.03
- 温州经济技术开发区 1992.03
- 昆山经济技术开发区 1992.08
- 福清融侨经济技术开发区 1992.10
- 威海经济技术开发区 1992.10
- 营口经济技术开发区 1992.10
- 惠州大亚湾经济技术开发区 1993
- 宁波大榭开发区 1993.03
- 武汉经济技术开发区 1993.04
- 长春经济技术开发区 1993.04
- 哈尔滨经济技术开发区 1993.04
- 杭州经济技术开发区 1993.04
- 沈阳经济技术开发区 1993.04
- 芜湖经济技术开发区 1993.04
- 重庆经济技术开发区 1993.04
- 东山经济技术开发区 1993.04
- 萧山经济技术开发区 1993.05
- 广州南沙经济技术开发区 1993.05
- 乌鲁木齐经济技术开发区 1994
- 北京经济技术开发区 1994.08

### 2000年-2001年批准的中西部国家级开发区
- 长沙经济技术开发区 2000.02
- 成都经济技术开发区 2000.02
- 贵阳经济技术开发区 2000.02
- 合肥经济技术开发区 2000.02
- 昆明经济技术开发区 2000.02
- 西安经济技术开发区 2000.02
- 郑州经济技术开发区 2000.02
- 南昌经济技术开发区 2000.04
- 石河子经济技术开发区 2000.04
- 呼和浩特经济技术开发区 2000.07
- 西宁经济技术开发区 2000.07
- 南宁经济技术开发区 2001.05
- 太原经济技术开发区 2001.06
- 银川经济技术开发区 2001.07
- 拉萨经济技术开发区 2001.09

### 2002年-2009年批准设立的国家级开发区
- 兰州经济技术开发区 2002.03
- 南京经济技术开发区 2002.03
- 许昌经济技术开发区 2006.03
- 衢州经济技术开发区 2006.06
- 廊坊经济技术开发区 2009.07
- 扬州经济技术开发区 2009.07

### 2010年后大批扩容的开发区
- 常熟经济技术开发区 2010
- 海林经济技术开发区 2010
- 淮安经济技术开发区 2010
- 江宁经济技术开发区 2010
- 吴江经济技术开发区 2010
- 金华经济技术开发区 2010
- 黄石经济技术开发区 2010.03
- 井冈山经济技术开发区 2010.03
- 岳阳经济技术开发区 2010.03
- 安庆经济技术开发区 2010.04
- 大连长兴岛经济技术开发区 2010.04
- 东营经济技术开发区 2010.04
- 赣州经济技术开发区 2010.04
- 湖州经济技术开发区 2010.04
- 吉林经济技术开发区 2010.04
- 嘉兴经济技术开发区 2010.04
- 金昌经济技术开发区 2010.04
- 锦州经济技术开发区 2010.04
- 九江经济技术开发区 2010.04
- 马鞍山经济技术开发区 2010.04
- 日照经济技术开发区 2010.04
- 绍兴袍江经济技术开发区 2010.04
- 天水经济技术开发区 2010.04
- 潍坊滨海经济技术开发区 2010.04
- 襄阳经济技术开发区 2010.04
- 徐州经济技术开发区 2010.04
- 增城经济技术开发区 2010.04
- 漳州招商局经济技术开发区 2010.04
- 镇江经济技术开发区 2010.04
- 宾西经济技术开发区 2010.06
- 德阳经济技术开发区 2010.06
- 曲靖经济技术开发区 2010.06
- 万州经济技术开发区 2010.06
- 泉州经济技术开发区 2010.07
- 长兴经济技术开发区 2010.10
- 开封经济技术开发区 2010.10
- 洛阳经济技术开发区 2010.10
- 漯河经济技术开发区 2010.10
- 沧州临港经济技术开发区 2010.11
- 长寿经济技术开发区 2010.11
- 常德经济技术开发区 2010.11
- 广安经济技术开发区 2010.11
- 鹤壁经济技术开发区 2010.11
- 宁乡经济技术开发区 2010.11
- 钦州港经济技术开发区 2010.11
- 陕西航空经济技术开发区 2010.11
- 上饶经济技术开发区 2010.11
- 四平红嘴经济技术开发区 2010.11
- 武汉临空港经济技术开发区 2010.11
- 邹平经济技术开发区 2010.11
- 遵义经济技术开发区 2010.11
- 大同经济技术开发区 2010.12
- 临沂经济技术开发区 2010.12
- 宁波石化经济技术开发区 2010.12
- 武清经济技术开发区 2010.12
- 西青经济技术开发区 2010.12
- 盐城经济技术开发区 2010.12
- 长春西新经济技术开发区 2011.01
- 萍乡经济技术开发区 2011.01
- 滁州经济技术开发区 2011.04
- 哈尔滨利民经济技术开发区 2011.04
- 库尔勒经济技术开发区 2011.04
- 石嘴山经济技术开发区 2011.04
- 铜陵经济技术开发区 2011.04
- 池州经济技术开发区 2011.06
- 嘉善经济技术开发区 2011.06
- 荆州经济技术开发区 2011.06
- 太仓港经济技术开发区 2011.06
- 锡山经济技术开发区 2011.07
- 奎屯-独山子经济技术开发区 2011.08
- 张家港经济技术开发区 2011.09
- 湘潭九华经济技术开发区 2011.09
- 招远经济技术开发区 2011.11
- 泉州台商投资区 2012.01
- 漳州台商投资区 2012.01[4]
- 晋中经济技术开发区 2012.03
- 浏阳经济技术开发区 2012.03
- 义乌经济技术开发区 2012.03[5]
- 德州经济开发区 2012.03
- 龙岩经济技术开发区 2012.03
- 海安经济技术开发区 2012.07
- 余杭经济技术开发区 2012.07[6]
- 阿拉尔经济技术开发区 2012.08
- 鄂州葛店经济技术开发区 2012.08
- 遂宁经济技术开发区 2012.08
- 五家渠经济技术开发区 2012.08
- 新乡经济技术开发区 2012.08[7]
- 石家庄经济技术开发区 2012.10.13
- 富阳经济技术开发区 2012.10[8]
- 绍兴柯桥经济开发区 2012.10[9]
- 十堰经济技术开发区 2012.12
- 胶州经济技术开发区 2012.12[10]
- 东侨经济技术开发区 2012.12[11]
- 唐山曹妃甸经济技术开发区 2013.01
- 邯郸经济技术开发区 2013.01[12]
- 宿迁经济技术开发区 2013.01
- 辽东湾新区 2013.01
- 娄底经济技术开发区 2013.01
- 蒙自经济技术开发区 2013.01[13]
- 晋城经济技术开发区 2013.03[14]
- 天津北辰经济开发区 2013.5 [15]
- 沭阳经济技术开发区 2013.12[16]
- 天津东丽经济开发区 2014.2[17]
- 宁波杭州湾经济技术开发区2014.02[18]
- 望城经济技术开发区 2014.2
- 大理经济技术开发区 2014.2[19]